# 南王站 (石家庄)
南王站是石家庄地铁3号线的地铁车站，位于中华人民共和国河北省石家庄市裕华区塔北路与建华南大街交叉口，于2021年4月6日开通。

## 车站结构
南王站位于塔北路与建华南大街交叉口，3号线车站沿塔北路设置，呈东西走向，为地下两层岛式站台车站，车站长370.7米，车站地下一层为站厅层，地下二层为站台层，站台设置全高站台门，车站西侧设有一条单渡线。建设中的4号线车站沿建华南大街设置，呈南北走向，为地下三层岛式站台车站，车站长180.5米，标准段宽22.7米，车站地下一层为站厅层，地下三层为站台层，两线预计将采用T型换乘形式，换乘节点连接3号线站台中部与4号线站台南侧。
|                   |  | █ 3号线往西三庄（东王） |
| 島式 · 開左邊车门 |  |                         |
|                   |  | █ 3号线往乐乡（位同）   |

|               |  | 未來 █ 4号线往东垣东路（世纪公园） |
| 未啟用 · 島式 |  |                                    |
|               |  | 未來 █ 4号线往玉村南路（体育公园） |

## 车站出口
南王站共有4个出入口，各出口及周围设施如下所示：
| 出口编号                             | 照片 | 地点                               | 可到达目的地                                             |
| ------------------------------------ | ---- | ---------------------------------- | -------------------------------------------------------- |
| 出口 · A · 扶手电梯标志              |      | 塔北路（北侧），建华南大街（东侧） | 国网河北省电力有限公司培训中心，河北医科大学临床学院南院 |
| 出口 · B · 扶手电梯标志              |      | 塔北路（南侧），建华南大街（东侧） | 南王村                                                   |
| 出口 · C · 升降机标志 · 扶手电梯标志 |      | 塔北路（南侧），建华南大街（西侧） |                                                          |
| 出口 · D · 扶手电梯标志              |      | 塔北路（北侧），建华南大街（西侧） | 天海誉天下                                               |
| 註： 設有 \| 設有扶手電梯            |      |                                    |                                                          |

## 接驳交通

### 公交车
- 南王：49路，52路，53路，57路，65路，95路，副52路

## 历史
本站工程名与正式站名均为南王站，以车站所处的南王社区命名。
- 2016年3月18日，3号线车站开工。
- 2021年4月6日，3号线车站随3号线一期东段及二期工程通车开通[1]。
- 2022年8月28日，受新冠疫情影响，车站暂停运营[6]。9月6日，车站恢复运营[7]。
- 2025年1月17日，4号线车站主体结构封顶[3]。